# Staurastrum grallatorium
Staurastrum grallatorium là một loài Song tinh tảo trong họ Desmidiaceae, thuộc chi Staurastrum.